# Kidarites

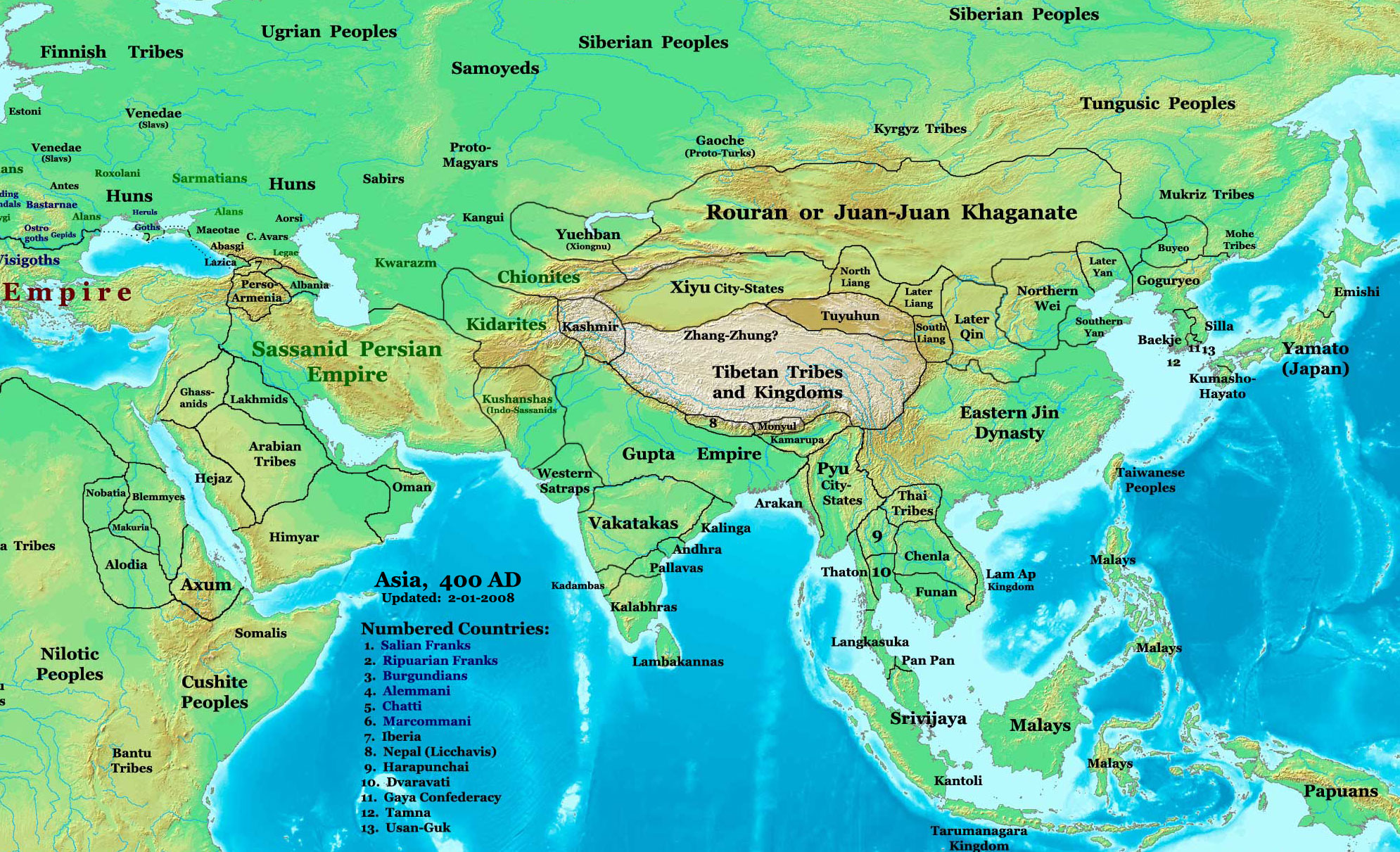
Àsia el 400, amb les terres kidarites i els seus veíns.

Els kidarites (Xinès: Ki-To-Lo) foren una dinastia que podria ser yuezhi o bé del clan "Ki", probablement originanda a partir del poble Uar. Eren part del complex de pobles de llengua iraniana conegudes col·lectivament com a xionites (khionites) o "hunes" (huna). Va substituir als kushana a Bactriana vers la meitat del segle v i van establir el regne Kidarita. El seu centre principal era al sud de l'Oxus, entre Balkh i Merw. El rei persa Peroz I o Firuz (459-484) ja va lluitar contra els kidarites.

## Història
El Kidarites, un clan nòmada, se suposa que van arribar a Bactria amb les grans migracions de la segona meitat del segle iv. Quan Shi Le establia la dinastia dels Zhao posteriors, es pensa que molts dels uars de la regió a l'entorn de Pingyang (平陽, modern Linfen a Shanxi) van fugir cap a l'oest al llarg de la Ruta de la Seda. Això va causar que els khionites passessin al Khorasan i cap a les fronteres de l'Imperi Kuixan al voltant del 320.
El rei kidarita Grumbat esmentat per Ammià Marcel·lí era causa de molta preocupació pels perses. Entre 353 i 358, el khionites sota Grumbat van atacar a les fronteres orientals de l'imperi de Sapor II junt amb altres tribus nòmades. Després d'una lluita prolongada es van veure forçats a ajustar una pau, i el seu rei Grumbat va acompanyar a Sapor II a la guerra contra els romans. Les victòries del khionites durant les seves campanyes a les terres de l'est de la mar Càspia són descrites per Ammià Marcel·lí:
| «                           | …Grumbates Chionitarum rex novus aetate quidem media rugosisque membris sed mente quadam grandifica multisque victoriarum insignibus nobilis. …Grumbates, el nou rei dels xionites, que era de mitjana edat, i els seus membres no s'arrugaven, estava dotat amb una ment que va actuar amb grandiloqüència, i era famós per les seves moltes victòries importants. | » |
| — Ammià Marcel·lí, 18.6.22. | |   |

Els kidarites del sud o "kidarites vermells" vassalls de l'Imperi Kuixan a la vall nord-oest de l'Indus, van ser coneguts com a Kermikhiones, Hara Huna o "Huns vermells" des de vers 360 després que Kidara II va portar una porció d'huni (o hunni) de Bactriana per enderrocar el kuixans a l'Índia. Aquesta vegada el kidarites va aconseguir controlar tot al llarg de l'Oxus des de l'Hindu Kush fins a la mar d'Aral.
D.M. Lang (1976) identificava els Kermikhion-Kidarites amb els khàzars i kutrigurs protobúlgars implicats en causar les migracions húniques a través del Volga cap a Europa al voltant del 463 segons el seu enviat Priscus.

## El regne Kidarita
El regne Kidarita es va crear a la segona meitat del segle iv, o en el primer quart del segle v.
L'única evidència del segle iv són les monedes d'or descobertes a Balkh que estan datades de vers 380, on s'interpreta normalment 'Kidara' en una llegenda en la llengua bactriana. La majoria dels especialistes numismàtics afavoreixen aquesta idea. Totes les altres dades que actualment tenim del regne kidarita són de fonts xineses i romanes d'Orient des de meitat del segle v.
Poden haver aconseguit poder durant la dècada del 420-430 a l'Afganistan septentrional abans de conquerir Peshawar i part de l'Índia nord-oest, llavors s'haurien girat cap al nord per conquerir Sogdiana durant els anys 440-450, abans de quedar aïllats de les seves arrels nòmades de Bactriana per l'ascens dels heftalites vers el 450. Molts regnes kidarites petits semblen haver sobreviscut a l'Índia nord-oest fins a la conquesta pels heftalites durant l'últim quart del segle v i són coneguts per les seves monedes.
Els Kidarites foren l'última dinastia que es considerava a si mateixa (segons la llegenda de les seves monedes) com els hereus de l'Imperi Kuixan, que havia desaparegut com a entitat independent dos segles abans.
El seu kan al segle iv és anomenat Kidara I, que fou el seu heroi epònim del que van prendre el nom. Correspondria al xinès Ki-to-lo, nom que es dona al sobirà de Po-lo (Balkh). Segons les fonts xineses el sobirà Ki-to-lo dels yuezhi de Po-lo, pressionat pels heftalites, va emigrar cap a Gandhara (entre el 436 i el 451) i la seva gent es va instal·lar a Peshawar com a vassalls dels kushana de Kabul.
A Kidara el va succeir el seu fill Kungkar. Probablement fou Kungkar el que vers la meitat del segle v es va enfrontar amb el perses, però probablement llavors ja no dominaven la regió de Balkh de la que els heftalites els haurien expulsat. Els kidarites van acabar substituint als kushan a Kabul i la Bactriana, però van perdre la regió davant els heftalites vers el 500.

## Reis kidarites
| Kidara I           | vers 320            |
| Kungas (o Kungkar) | 330-340 ?           |
| Varhran I          | vers 340            |
| Grumbat            | vers 358-380        |
| Kidara (II ?)      | vers 360            |
| Brahmi Buddhatala  | vers 370            |
| (Nom desconegut)   | vers 388/400        |
| Varhran (II)       | vers 425            |
| Goboziko           | vers 450            |
| Salanavira         | després de 450      |
| Vinayaditya        | finals del segle V  |
| Kandik             | inicis del segle vi |

Els kidarites foren els primers "hunes" (huna) que van arribar a l'Índia. Els registres indis es fixen que els Hūna s'havien establert al modern Afganistan i la Província de la Frontera del Nord-oest avui dia al Pakistan prop de la primera part del segle v, i l'emperador Gupta Skandagupta havia repel·lit una invasió Hūna el 455.

## Huns Blancs
Com un resultat del desplaçament dels Wusun" cap a Transoxiana, la bade de poder kidarita es va moure el 460 des de Balkh el sud "vermell" a Khiva o oest "blanc", on la dinastia heftalite fou establerta per Khingila I.
L'enviat grec Rhetor sovint es referia als "huns blancs" com "kidarites xionites" quan es van unir amb els uars sota el clan heftalita. Mentre a l'Índia, els kidarites khionites foren coneguts com a Sveta-Hūna significat "huns blancs". Es deia que eren de forta complexió segons Procopi, encara que segons l'ordre asiàtic de precedència còsmica, "huns blancs" equivaldria simplement a "huns occidentals".
Encara que lluitaven contra els Sassànides, les monedes "Oiono" del segle v (que se suposen encunyades pels governants khionites) imitaven dracmes sassànides.
El kidarites khionites van prosperar sota els heftalites, fins que quelcom els va forçar a emigrar de Khiva a Atil sota Kandik a mitjan segle vi. No molt de temps després, els heftalites que romanien a l'Àsia central se sotmetien al govern dels Gokturk el 567.

## Relació amb els "Huns" d'Europa
Els Huns ja presents a les Estepes del Mar Negre podrien no haver estat estretament relacionats als kidarites del Desert de Karakum i els parents khionites o hunas com normalment se suposa. Encara que les Cròniques de Kíev esmenten com el clan Ki va fundar Kíev després de subjugar als Hunno-Búlgars que posteriorment foren coneguts com els Kazarig. A Europa el Kidarites foren coneguts com els àvars, esmentats per primer cop a la província balcànica de Turkmenistan quan atacaven als sabirs el 460 i que al segle següent, el 557, van entrar a Europa sota el lideratge de Kandik. A causa de la seva connexió feble a la dinastia uar dels Gokturks els kidarites no es va anomenar a si mateixos com "àvars" i van demanar a l'emperador romà d'Orient Maurici (582-602) de reconèixer el fet que els àvars orientals (dels quals descendia el clan de Dulo) que s'havia sotmès al govern dels Gokturk, eren verdaders àvars, mentre el kidarites que havien entrat a Europa sota Kandik haurien de ser anomenats "pseudoávars".